# Naval Ravikant
Naval Ravikant (* 5. listopadu 1974, Nové Dillí) je indický podnikatel a investor. Je spoluzakladatelem, předsedou představenstva a bývalým generálním ředitelem AngelList. V rané fázi investoval do více než 200 společností včetně Uber, FourSquare, Twitter, Wish.com a dalších. Poslední dobou se Ravikant dostal do povědomí především díky svému Twitterovému účtu a působení v online prostoru. Vedle investování a venture kapitálu se věnuje především tvorbě obsahu, který se týká zdraví, bohatství a štěstí.

## Životopis
Ravikant se narodil v Novém Díllí v Indii v roce 1974. Když mu bylo 9 let, přestěhoval se do New Yorku se svou matkou a bratrem Kamalem. V roce 1991 absolvoval Stuyvesant High School. A následně v roce 1995 promoval s tituly v oboru informatiky a ekonomie na Dartmouth College.
Na vysoké škole měl praxi v právnické firmě Davis Polk & Wardwell. Po absolvování Dartmouth College měl Naval krátkou stáž v Boston Consulting Group, a následně se vydal do Silicon Valley.

## Kariéra

### Epinions
V roce 1999 Ravikant spoluzaložil web s recenzemi spotřebitelských produktů Epinions. Získal 45 milionů dolarů rizikového kapitálu od společností Benchmark Capital a August Capital. V roce 2003 se Epinions se souhlasem Ravikanta a ostatních spoluzakladatelů, kteří společnost opustili, spojil se srovnávačem cen Dealtime, i když to znamenalo, že jejich akcie byly oceněny na nulu.
Ze sloučené společnosti se stala společnost Shopping.com, která v říjnu 2004 uspořádala IPO a po prvním dni obchodování měla hodnotu 750 milionů dolarů. V lednu 2005 Ravikant a tři jeho spoluzakladatelé podali žalobu na společnosti Benchmark, August Capital a jejich spoluzakladatele Nirava Tolia, který po odchodu spoluzakladatelů zůstal ve společnosti Epinions, a tvrdili, že – aby získali souhlas s fúzí – byli uvedeni v omyl, že v době fúze měla společnost hodnotu "23 až 38 milionů dolarů", tedy méně než 45 milionů dolarů, které získali ve formě cizího kapitálu, čímž se jejich akcie staly bezcennými. Žaloba byla urovnána v prosinci 2005.

### AngelList
V roce 2007 začal Ravikant spoluvytvářet blog s názvem Venture Hacks, který "nabízel podrobné rady pro vyjednávání o termínových listinách, vysvětloval, na kterých částech záleží a která ustanovení jsou falešná." Z tohoto blogu se vyvinul AngelList, který Ravikant spoluzaložil v roce 2010 jako platformu pro získávání finančních prostředků od andělských investorů. AngelList provozuje také službu Product Hunt. V roce 2022 dosáhla společnost AngelList ocenění 4 miliardy dolarů. Naval je spoluzakladatelem, předsedou a bývalým generálním ředitelem společnosti AngelList.

### Spearhead.co investiční fond
V roce 2017 Naval spustil investiční fond Spearhead, který získal 100 milionů dolarů do svého třetího fondu, aby poskytl zakladatelům po 1 milionu dolarů na investice do technologických společností jako andělští investoři. První dvě třídy fondu Spearhead zahrnují zakladatele z 35 společností. Tyto společnosti mají dohromady hodnotu přes 10 miliard dolarů a čtyři z nich jsou jednorožci. Mezi tyto společnosti patří Neuralink, Opendoor, PillPack, Shippo (společnost), Rippling a Scale." Mezi předchozí vedoucí společnosti Spearhead patří spoluzakladatelka a výkonná ředitelka společnosti Shippo Laura Behrens Wu, zakladatel a výkonný ředitel společnosti Scale AI Alexandr Wang a spoluzakladatel a technologický ředitel společnosti Rippling Prasanna Sankar.

### Nav.al, Spearhead, a další podcasty
Naval vede krátký podcast na Nav.al a Spearhead.co, kde diskutuje o filozofii, podnikání a investování. Byl také hostem podcastů The Joe Rogan Experience, The Tim Ferriss Show, Coffee with Scott Adams, The James Altucher Show a Farnam Street a dalších.
Eric Jorgenson s Ravikantovým svolením shromáždil Navalovy tweety, eseje a rozhovory o bohatství a štěstí a poté je vydal jako knihu s názvem The Almanack of Naval Ravikant. Předmluvu k ní napsal Tim Ferriss. Ravikant se rozhodl na ní nevydělávat. Knihu si lze zdarma stáhnout online a byla recenzována i v češtině.
Ravikant má také kapitolu v knize Tima Ferrisse Nástroje titánů.